# Campeonato Sul-Americano de Atletismo de 1956
O Campeonato Sul-Americano de Atletismo de 1956 foi organizado pela CONSUDATLE entre os dias 14 a 22 de abril na cidade de Santiago, no Chile. Foram disputadas 31 provas sendo 22 masculino e 9 feminino, tendo como destaque a Argentina com 10 medalhas de ouro.

## Medalhistas

### Masculino
| Evento                      | Ouro                         | Ouro    | Prata                           | Prata   | Bronze                                   | Bronze  |
| --------------------------- | ---------------------------- | ------- | ------------------------------- | ------- | ---------------------------------------- | ------- |
| 100 metros                  | Paulo de Fonseca · Brasil    | 10.6    | Gerardo Bönnhoff · Argentina    | 10.7    | João Pires Sobrinho · Brasil             | 10.7    |
| 200 metros                  | João Pires Sobrinho · Brasil | 21.5    | Jaime Aparicio · Colômbia       | 21.7    | Gerardo Bönnhoff · Argentina             | 21.8    |
| 400 metros                  | Jaime Aparicio · Colômbia    | 47.7    | Zados Guardiola · Colômbia      | 48.2    | Argemiro Roque · Brasil                  | 49.0    |
| 800 metros                  | Ramón Sandoval · Chile       | 1:49.0  | Eduardo Balducci · Argentina    | 1:51.5  | Argemiro Roque · Brasil                  | 1:52.4  |
| 1 500 metros                | Ramón Sandoval · Chile       | 3:48.4  | Eduardo Balducci · Argentina    | 3:53.4  | Waldo Sandoval · Chile                   | 3:54.5  |
| 5 000 metros                | Osvaldo Suárez · Argentina   | 14:30.8 | Jaime Correa · Chile            | 14:47.8 | Walter Lemos · Argentina                 | 14:51.7 |
| 10 000 metros               | Osvaldo Suárez · Argentina   | 30:12.2 | Walter Lemos · Argentina        | 30:27.4 | Alfredo de Oliveira · Brasil             | 31:41.0 |
| Meia maratona               | Osvaldo Suárez · Argentina   | 1:08:54 | Walter Lemos · Argentina        | 1:09:00 | Juan Silva · Chile                       | 1:10:31 |
| 110 metros barreiras        | Ijoel da Silva · Brasil      | 14.7    | Estanislao Kocourek · Argentina | 14.9    | Francisco Bergonzoni · Brasil            | 15.1    |
| 400 metros barreiras        | Jaime Aparicio · Colômbia    | 52.0    | Zados Guardiola · Colômbia      | 53.1    | Anubes da Silva · Brasil                 | 54.2    |
| 3.000 metros com obstáculos | Santiago Novas · Chile       | 9:09.0  | Sebastião Mendes · Brasil       | 9:17.4  | Guillermo Solá · Chile                   | 9:25.8  |
| 4×100 metros estafetas      | Brasil                       | 41.4    | Argentina                       | 41.5    | Colômbia                                 | 42.6    |
| 4×400 metros estafetas      | Colômbia                     | 3:14.6  | Brasil                          | 3:16.1  | Argentina                                | 3:16.8  |
| Salto em altura             | Oscar Bártoli · Argentina    | 1.93    | Ernesto Lagos · Chile           | 1.90    | Alberto Bacán · Brasil Juan Ruiz · Chile | 1.85    |
| Salto à vara                | José Infante · Chile         | 3.90    | José Rojas · Chile              | 3.90    | Fausto de Souza · Brasil                 | 3.90    |
| Salto em comprimento        | Fermín Donazar · Uruguai     | 7.23    | Ary de Sá · Brasil              | 7.14    | Luís Akuta · Brasil                      | 7.10    |
| Salto triplo                | Jorgely Figueira · Brasil    | 15.14   | Luis Huarcaya · Peru            | 14.59   | Carlos Vera · Chile                      | 14.63   |
| Arremesso de peso           | Alcides Dambrós · Brasil     | 14.97   | Rubén Scaraffia · Argentina     | 14.72   | Günther Kruse · Argentina                | 13.97   |
| Lançamento de disco         | Günther Kruse · Argentina    | 48.57   | Hernán Haddad · Chile           | 47.24   | Pedro Ucke · Argentina                   | 46.56   |
| Lançamento do martelo       | Alejandro Díaz · Chile       | 52.88   | Edmundo Zúñiga · Chile          | 51.71   | Elvio Porta · Argentina                  | 51.55   |
| Lançamento do dardo         | Ricardo Héber · Argentina    | 64.45   | Néstor Matteucci · Argentina    | 61.51   | Carlos Monge · Peru                      | 59.20   |
| Decatlo                     | Héctor Menacho · Peru        | 5670    | Leonardo Kittsteiner · Chile    | 5499    | Aldo Ribeiro · Brasil                    | 5401    |

### Feminino
| Evento                  | Ouro                       | Ouro   | Prata                      | Prata | Bronze                                   | Bronze |
| ----------------------- | -------------------------- | ------ | -------------------------- | ----- | ---------------------------------------- | ------ |
| 100 metros              | Gladys Erbetta · Argentina | 12.2 = | Beatriz Kretschmer · Chile | 12.4  | Eliana Gaete · Chile                     | 12.4   |
| 200 metros              | Beatriz Kretschmer · Chile | 25.5 = | Gladys Erbetta · Argentina | 25.8  | Martha Huby · Peru                       | 26.1   |
| 80 metros com barreiras | Wanda dos Santos · Brasil  | 11.5   | Eliana Gaete · Chile       | 11.6  | Ada Brener · Argentina                   | 11.9   |
| 4×100 metros estafetas  | Argentina                  | 48.6   | Chile                      | 49.3  | Brasil                                   | 49.4   |
| Salto em altura         | Nelly Gómez · Chile        | 1.50   | Elizabeth Müller · Brasil  | 1.50  | María Cañas · Chile Cleide Eloy · Brasil | 1.50   |
| Salto em comprimento    | Gladys Erbetta · Argentina | 5.88   | Ada Brener · Argentina     | 5.41  | Olga Bianchi · Argentina                 | 5.39   |
| Arremesso de peso       | Eliana Bahamondes · Chile  | 11.95  | Pradelia Delgado · Chile   | 11.84 | Elizabeth Müller · Brasil                | 11.31  |
| Lançamento de disco     | Isabel Avellán · Argentina | 44.08  | Rosa Riveros · Chile       | 38.22 | Ingeborg Mello · Argentina               | 38.08  |
| Lançamento do dardo     | Marlene Ahrens · Chile     | 48.73  | Carmen Venegas · Chile     | 40.70 | Adriana Silva · Chile                    | 38.91  |

## Quadro de medalhas
| Ordem | País      | Medalha de ouro | Medalha de prata | Medalha de bronze | Total |
| ----- | --------- | --------------- | ---------------- | ----------------- | ----- |
| 1     | Argentina | 10              | 11               | 9                 | 30    |
| 2     | Chile     | 9               | 12               | 8                 | 29    |
| 3     | Brasil    | 7               | 4                | 13                | 24    |
| 4     | Colômbia  | 3               | 3                | 1                 | 7     |
| 5     | Peru      | 1               | 1                | 2                 | 4     |
| 6     | Uruguai   | 1               | 0                | 0                 | 1     |

Legenda
| Recorde mundial       | Recorde mundial (World record)               |                       | Recorde africano                      | Recorde africano (African) |                                           | Q | Classificado por posição (Qualified) |
| Recorde do campeonato | Recorde do campeonato (Championship record)  | Recorde da América    | Recorde da América (Americas)         | q                          | Classificado por melhor tempo (Qualified) |   |                                      |
| Melhor marca do ano   | Melhor marca do ano (World leading)          | Recorde asiático      | Recorde asiático (Asian)              | DNS                        | Não largou (Did not start)                |   |                                      |
| Recorde nacional      | Recorde nacional (National record)           | Recorde europeu       | Recorde europeu (European)            | DNF                        | Não terminou (Did not finish)             |   |                                      |
| Recorde pessoal       | Recorde pessoal do atleta (Personal best)    | Recorde da Oceania    | Recorde da Oceania (Oceania)          | DSQ / DQ                   | Desclassificado (Disqualified)            |   |                                      |
| Recorde da temporada  | Recorde da temporada do atleta (Season best) | Recorde sul-americano | Recorde sul-americano (South America) | NM                         | Sem marca (No mark)                       |   |                                      |